# Возейское нефтяное месторождение
Возейское — нефтяное месторождение в России. Расположено в Усинском районе Республики Коми в 55 км на северо-северо-запад от Усинска, около посёлка Возей.

## Общие сведения
Открыто в 1971 году. Освоение началось в 1977 году. Относится к Тимано-Печорской нефтегазоносной провинции.
Запасы нефти составляет 350 млн тонн. Плотность нефти составляет 37,8° API. Содержание серы составляет 0,66 %.
Оператором месторождение является российская нефтяная компания Лукойл. Добыча нефти на месторождении в 2010 г. — составила 1,157 млн тонн.